# Podatek pośredni

Dochody finansów publicznych, w % PKB, z podatków pośrednich. Dla tych danych, wariancja PKB na głowę z parytetem siły nabywczej (PPP) jest wyjaśniona w 0% przez wpływy podatkowe.

Podatek pośredni – danina publiczna płacona w pieniądzu, przymusowa, bezzwrotna, niezwiązana, zasilająca budżet państwa.
Do podatków pośrednich w Polsce zaliczane są:
- podatek od towarów i usług,
- podatek akcyzowy,
- podatek od gier,
- cło.

Nazwa „pośredni” wywodzi się od sposobu jego pobierania. Podatek ten płacony jest nie bezpośrednio w urzędzie skarbowym, tylko przy nabywaniu dobra (np. podatek VAT wliczony jest w cenę wielu artykułów, np. samochodów) lub usługi (podatek od gier jest już wliczony w cenę, jaką trzeba zapłacić by móc uczestniczyć w grze losowej, np. poprzez kupienie losu na loterii).
Podatki pośrednie są trudniejsze do uniknięcia niż podatki dochodowe.